# Пахомовская (Черевковское сельское поселение)
Пахомовская — деревня в Красноборском районе Архангельской области. Входит в состав Черевковского сельского поселения.

## География
Находится в юго-восточной части Архангельской области на расстоянии приблизительно 49 км на северо-запад по прямой от административного центра района села Красноборск на левобережье реки Северная Двина.

## История
В 1859 году здесь (деревня Сольвычегодского уезда Вологодской губернии) было учтено 13 дворов.

## Население
Численность населения: 69 человек (1859 год), 21 (русские 85 %) в 2002 году, 14 в 2010.